# Каири Ходзё
Каори Хосако (яп. 宝迫香織 Хо:сако Каори, род. 23 сентября 1988) — японская женщина-рестлер и актриса, в настоящее время выступающая в WWE на бренде Raw под именем Каири Сэйн (яп. カイリ・セイン, англ. Kairi Sane).
Известна выступлениями в New Japan Pro-Wrestling (NJPW) и World Wonder Ring Stardom под именем Каири. Она первая в истории чемпионка IWGP среди женщин.
Со своего дебюта в 2012 году до 2017 года выступала в World Wonder Ring Stardom под псевдонимом Каири Ходзё (яп. 宝城カイリ Хо:дзё: Каири), где была чемпионом World of Stardom, Wonder of Stardom, трёхкратным командным чемпионом и четырёхкратным чемпионом трио, а также победителем командной лиги в 2015 и 2016 годах. В марте 2017 года подписала трёхлетний контракт с WWE, где позднее дебютировала под именем Каири Сэйн. Дейв Мельтцер, журналист из Wrestling Observer Newsletter, назвал её, наряду с Ио Сирай и Маю Иватани, «тремя лучшим в мире реслерами».

## Ранние годы
Хосако имеет опыт участия в соревнованиях по парусному спорту, включая соревнования на национальном уровне. После окончания университета Хосэй, Хосако начала свою актёрскую карьеру. Также она отметилась в ряде театральных выступлений, в одном из которых она играла реслера, где её и заметила Фука, которая и пригласила Хосако в World Wonder Ring Stardom Вскоре она полюбила реслинг, который позволял ей совмещать спорт и актёрскую игру.

## Карьера в реслинге

### World Wonder Ring Stardom (2011—2017)

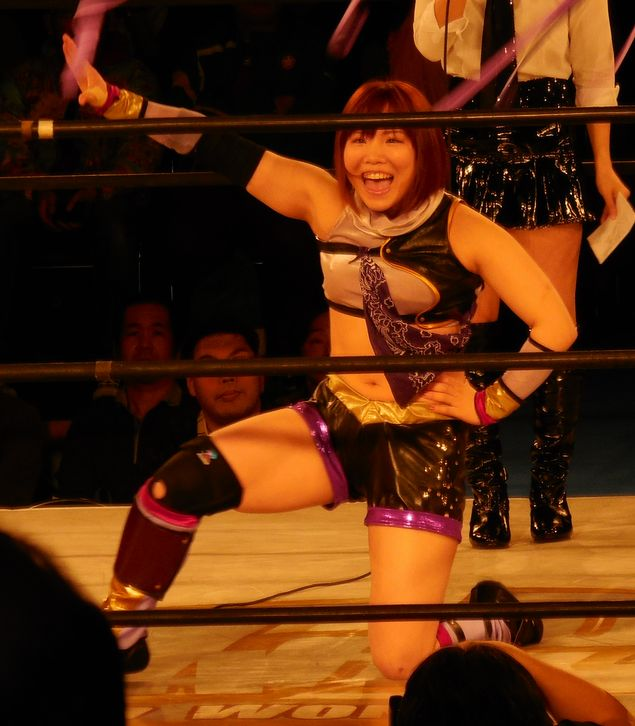
Ходзё в марте 2013 года.

Хосако начала свои тренировки в 2011 году. 14 ноября 2011 года, она прошла тест и выпустилась из подготовительной школы вместе с Акт Ясукавой, Нацуми Сёдзуки и Юури Харукой. Хосако стала выступать под именем «Каири Ходзё», совершив свой дебют в Stardom 7 января 2012 года. В своём первом матче Ходзё уступила Юдзуки Айкаве. Обыгрывая своё прошлое связанное с парусным спортом, она стала называть себя — «принцесса-пиратка». Вскоре Ходзё объединилась с Айкавой и создала группировку Дзэнрёку дзёси. В ноябре 2012 года, Ходзё с Натцуми Сёдзуки заняла второе место в командной лиге. Дзэнрёку дзёси была распущена в январе 2013 года, после того как Ходзё решила отнять титул чемпиона у Айкавы. Свой первый титул Ходзё завоевала 29 апреля 2013 года, победив Кёко Кимуру и Хейли Хейтред в паре с Сёдзуки. Продержать титулы им удалось всего один месяц, поскольку Сёдзуки травмировала спину и титулы пришлось сдать. Вскоре после этого Сёдзуки покинула Stardom.
23 июня 2013 года, Ходзё объединилась с Каори Ёнэямой и Юхи и победила Кристину фон Ири, Хейли Хейтред и Кёко Кимуру в матче за вакантные титулы трио. 4 ноября 2013 года они проиграли титулы Кимуре, Альфа Самке и Хищнице Амазонке. В мае 2014 года Ходзё представляла Stardom в Мексике на DragonMania 9 и Lucha Fan Fest 8. В августе 2014 года ростер Stardom разделился на более возрастных реслеров, родившихся в период Сёва, и более молодых, родившихся в период Хэйсэй. Ходзё попал в ростер рождённых в период Сёва, где объединилась с Нанаэ Такахаси и Михо Вакизавой. Ходзё и Такахаси 10 августа выиграли командные титулы, победив Кёко Кимуру и Альфа Самку. Через восемь месяцев Такахаси получила травму лодыжки и им пришлось сдать титулы.
В феврале 2015 года, после инцидента между Акт Ясукавой и Ёсико, Ходзё была назначена посредником между реслерами и руководством. После инцидента главный титул World of Stardom стал вакантным и был назначен турнир за звание чемпиона Stardom. 27 марта 2015 года Ходзё победила Кёко Кимуру, а затем и Ио Сирай, став чемпионом Stardom в первый раз. 26 июля 2015 года она проиграла титул Мэйко Сатомуре. 23 сентября 2015 года Ходзё выиграла сольный турнир 5★Star GP, победив в финале Хадсон Энви. По итогам года Каири Ходзё была названа самым ценным реслером Stardom. Я январе 2016 года, Ходзё объединилась в команду со своими бывшими соперницам — Ио Сирай и Маю Иватани. С 28 февраля группировка стала называться «Тридом» (слияние слов «Three» и «Stardom») и выиграла титулы трио победив Иви, Хироё Мацумото и Келли Скейтер. В апреле 2016 года Ходзё, Иватани и Сирай приняли участие в американских шоу Lucha Underground и Vendetta Pro Wrestling. 15 мая Ходзё победила Сантану Гарретт и выиграла ещё один титул в Stardom. 8 августа совершила дебют в Inoki Genome Federation (IGF), победив Джангл Кёну в Шанхае. Из-за сотрясения выбыла из турнира 5★Star GP. 2 октября 2016 года «Тридом» проиграли титулы Кёко Кимуре, Хана Кимуре и Кагэцу. Позднее в октябре было сообщено, что Ходзё и Сирай подписали контракты с WWE. 11 ноября, в финале командной лиги, Ходзё и Ёко Бито одержали верх над Ио Сирай и Маю Иватани. После матча Сирай напала на Иватани, что стало концом группировки «Тридом». 22 декабря вместе с Ёко Бито победила Кагэцу и Кёко Кимуру, выиграв титулы Goddess of Stardom. 5 марта 2017 года они проиграли данные титулы Хироё Мацумото и Джангл Кёне. 20 марта Хоздё сразилась с Ио Сирай за титул чемпиона World of Stardom Championship, но проиграла. 6 мая Ходзё, Хироми Мимура и Конами победили AZM, HZK и Ио Сирай в матче за титулы чемпионов Artist of Stardom. Перед следующим матчем Ходзё заявила, что покидает Stardom. Ходзё рассматривала завершение карьеры из-за возраста и травм, но по совету Кэико Накано решила попробовать свои силы за границей. На следующий день «Тридом» воссоединились на последний матч вместе, их противниками стали Хироми Мимура, HZK и Джангл Кёна. 14 мая Ходзё проиграла титул чемпиона Wonder of Stardom Маю Иватани. 4 июня она провела в Stardom свои последние матчи, в одном из которых она проиграла титул чемпиона трио, а в другом сражалась со всем ростером, выигрывает в трёх поединках, проиграв в одном и ещё шесть закончились вничью.

### WWE (2017—2021)
По сообщениям Wrestling Observer Newsletter, в марте 2017 года подписала трёхлетнее соглашение с WWE. Её годовой гонорар составил 60 000 долларов США, что меньше чем она зарабатывала в Японии.
30 июня 2017 года было сообщено, что Ходзё будет выступать в WWE NXT под именем Каири Сэйн. Также было объявлено, что она примет участие в турнире Mae Young Classic. Турнир начался 13 июля, в первый день Сэйн победила Тессу Бланшар в первом раунде. На следующий день Каири победила Бьянку Белэр во втором раунде, Дакоту Кай в четвертьфинале и Тони Шторм в полуфинале.

## Гиммик
- Завершающие приёмы
  - Diving elbow drop[7][8][15]
  - Sliding D (Sliding forearm smash)[7][8]
- Коронные приёмы
  - 4173 (Bridging Gedo clutch)[7]
  - Ikari (Bridging cross-legged Boston crab)[7][8]
  - Spear[8]
- Прозвища
  - «Пиратка»[74]
  - «Народный чемпион»[7]
  - «Принцесса-пиратка»[7]
- Музыкальные темы
  - «Kaizoku Ōjo» от World Wonder Ring Stardom[75]
  - «Last Voyage» от World Wonder Ring Stardom[15][76]

## Титулы и достижения
- World Wonder Ring Stardom
  - Чемпион IWGP среди женщин (1 раз)
  - Artist of Stardom Championship (4 раза) — с Каори Ёнэямой и Юхи (1), Челси и Когумой (1), Ио Сирай и Маю Иватани (1), и с Хироми Мимурой и Конами (1, действующая)[7][8]
  - Goddess of Stardom Championship (3 раза) — с Нацуми Сёдзукиi (1), Нанаэ Такахаси (1), и Ёко Бито (1)[7][8]
  - Wonder of Stardom Championship (1 раз)[8]
  - World of Stardom Championship (1 раз)[7][8]
  - 5★Star GP (2015)[7][8]
  - Goddesses of Stardom Tag League (2016) — с Ёко Бито[50]
  - 5★Star GP Best Match Award (2014) против Нанаэ Такахаси 24 августа[77]
  - Best Match Award (2014) с Нанаэ Такахаси против Рисы Сэры и Такуми Ирохи 23 декабря[78]
  - Best Tag Team Award (2014) с Нанаэ Такахаси[78]
  - MVP Award (2015)[39]
  - Outstanding Performance Award (2013)[79]
- WWE
  - Чемпион NXT среди женщин (1 раз)[80]
  - Командный чемпион WWE среди женщин (2 раза) — с Аской[81]
  - Mae Young Classic (2017)[82]
  - Награда по итогам года NXT (2 раза)
    - Женщина года (2018)
    - Рестлер года (2018)

  - Награда по итогам года WWE (1 раз)
    - Женская команда года (2019) — с Аской[83]